# Pirouline
Pirouline, известни като вафлени пурички и пурички, е марка валцувани сладки вафлени бисквити, продавани от корпорацията DeBeukelaer в САЩ. Варианта с пълнеж се нарича Crème de Pirouline.
Производството в САЩ от DeBeukelaer Corporation започва през 1984 г. в Мадисън, Мисисипи. Бисквитките се изнасят в 33 държави.

## Видове
Част от марките предлагащи пурички:
- Pirouline
- Caprice
- Serenata
- Crepe